# Paradarisa rantaizanensis
Paradarisa rantaizanensis är en fjärilsart som beskrevs av Alfred Ernest Wileman 1912. Paradarisa rantaizanensis ingår i släktet Paradarisa och familjen mätare. Inga underarter finns listade i Catalogue of Life.